# Anevidence
Anevidence — дебютний студійний альбом україно-шведського гурту Oceans Red, який був випущений 6 листопада 2015 року. Це перший повноформатний реліз гурту, і також перший реліз із Джоелем Холмквістом та Антоном Роговим. З альбому було видано 4 сингли, до яких були зняти кліпи: Misguided, Black Spot, Riot (Acoustic Version) і Home.

## Композиції
1. Anevidence — 0:48
2. Falling — 3:33
3. The Death Round — 3:51
4. Home — 3:29
5. Misguided — 4:23
6. Daydreamer — 3:29
7. Images — 1:28
8. Black Spot — 4:31
9. Circles — 3:47
10. If For Good Meant Forever — 3:39
11. Eternal Hearts — 3:12
12. Utopia — 1:52
13. Riot (Acoustic Version) — 3:15

## Учасники запису
Oceans Red
- Джоель Холмквіст — вокал
- Сергій Хохлов — бас-гітара
- Ігор (Jimmy X Rose) Ястребов — гітара
- Антон Рогов — гітара

Додаткові учасники
- Серж Кравченко — програмування, клавішні, продюсування; бек-вокал (2, 7, 9)